# Lammerburen
Lammerburen is een gehucht in de gemeente Westerkwartier in de Nederlandse provincie Groningen. Het bestaat uit twee boerderijen en een huis ten zuiden van het Reitdiep en de Oldehoofsterpolder en ligt deels binnen en deels buiten de 16e-eeuwse dijk van het Humsterland.

## Geschiedenis
Lammerburen lag historisch gezien rond de wierde Jelamer, waarvan bewoningsporen zijn teruggevonden uit de 2e eeuw v.Chr. Bij opgravingen in 1958 werden funderingen, kloostermoppen en brandplekken uit de middeleeuwen aangetroffen, in 1965 een maalsteen en in 1971 bolpotscherven. Lange tijd vormde het onderdeel van het eiland Humsterland, maar na verschillende dijkdoorbraken werd rond 1560 de dijk teruggelegd en de wierde prijsgegeven aan de zee. De wierde zou destijds plaats hebben geboden aan vijf boerderijen, waarvan drie eigenaren meteen vertrokken en de twee andere enkele jaren later. De onder de grietenij van Niehove vallende kluft ernaast bleef de naam 'Jelumer cluft' behouden. In de 19e eeuw noemt Van der Aa de buurtschap Jelamerburen nabij Niehove ten zuidwesten van Oldehove (dus zuidelijker), maar tevens een Lammerburen ("voorheen Lammerhuizen") tussen de Kommerzijlsterriet en Aalsum, bestaande uit twee boerderijen en drie daglonerswoningen. Tevens maakt hij melding van een Lammerbult en een Jolamabult buiten de dijk en vermeldt een overlevering dat er een huis en een baken zou hebben gestaan voor de scheepvaart. Ter plekke is echter slechts een wierde bekend en in 1828 wordt in de schoolmeestersrapporten een Jolamer- óf Lamerbult vermeld, wat meer voor de hand ligt. Waarschijnlijk is Lammerburen dan ook afgeleid van de vroegere wierde Jolama.
Nadat in 1877 de dijk van Zoutkamp naar de Nittershoek gereed kwam, viel het land rond de wierde weer droog en in 1879 werd er een boerderij direct buiten de dijk gebouwd. Sinds 2001 is daarin  natuurboerderij Lammerburen gevestigd. Op de boerderij broeden naar zeggen sinds ongeveer 1945 jaarlijks steenuilen. Dat zou een record zijn voor de provincie Groningen.
In 1920 werd ten noordwesten van de wierde het gemaal De Waterwolf gebouwd, waaromheen het gehucht Electra ontstond. In de Humsterlanddijk werd kort na de bouw van het gemaal een coupure gemaakt voor het doortrekken van de weg over het Kommerzijlsterriet. In 2001 werd de slaperdijk weer op hoogte gebracht. Deze is nu opengesteld als natuurgebied.

## Afbeeldingen

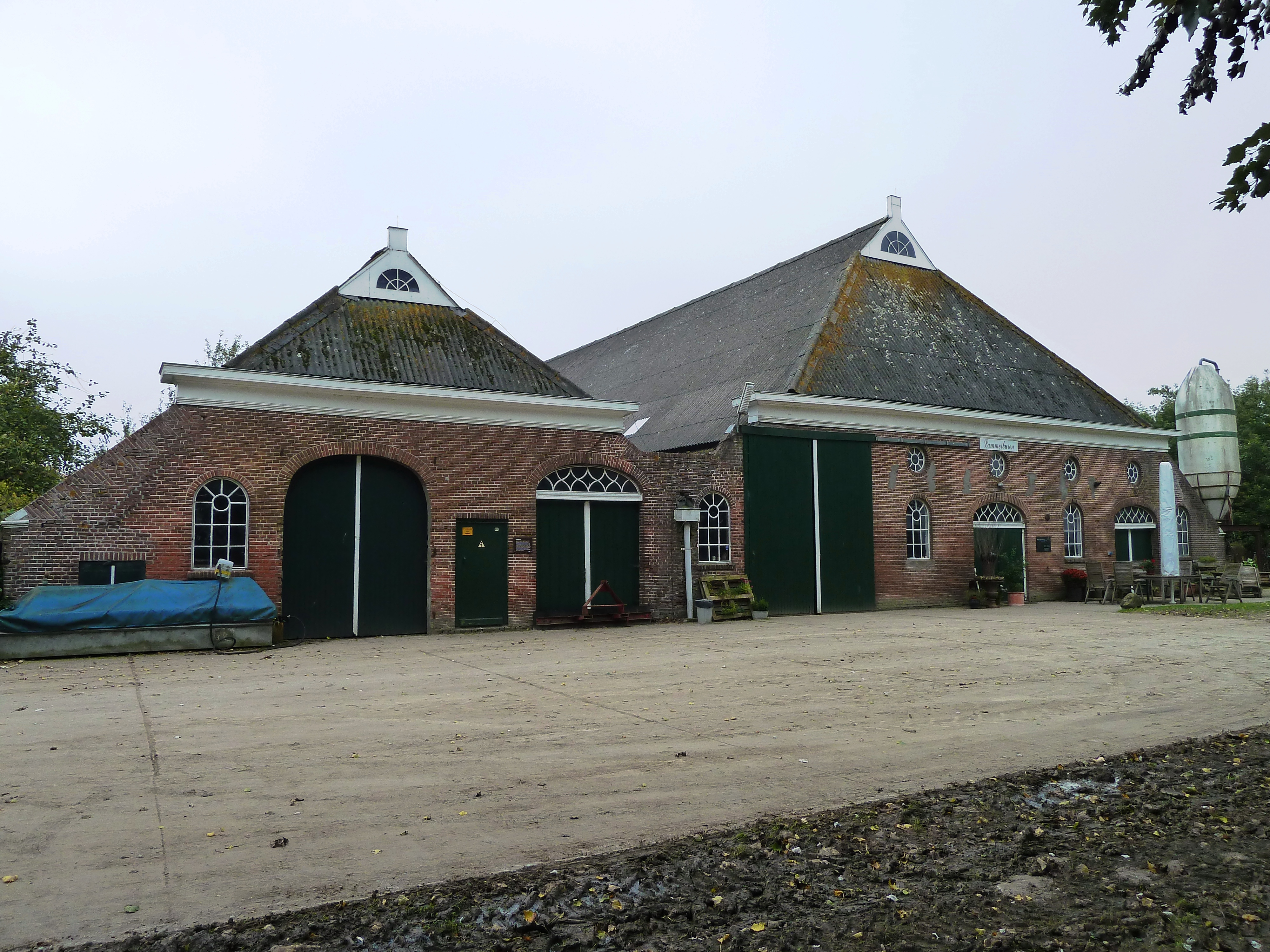
Achterzijde westelijke buitendijkse boerderij (natuurboerderij)
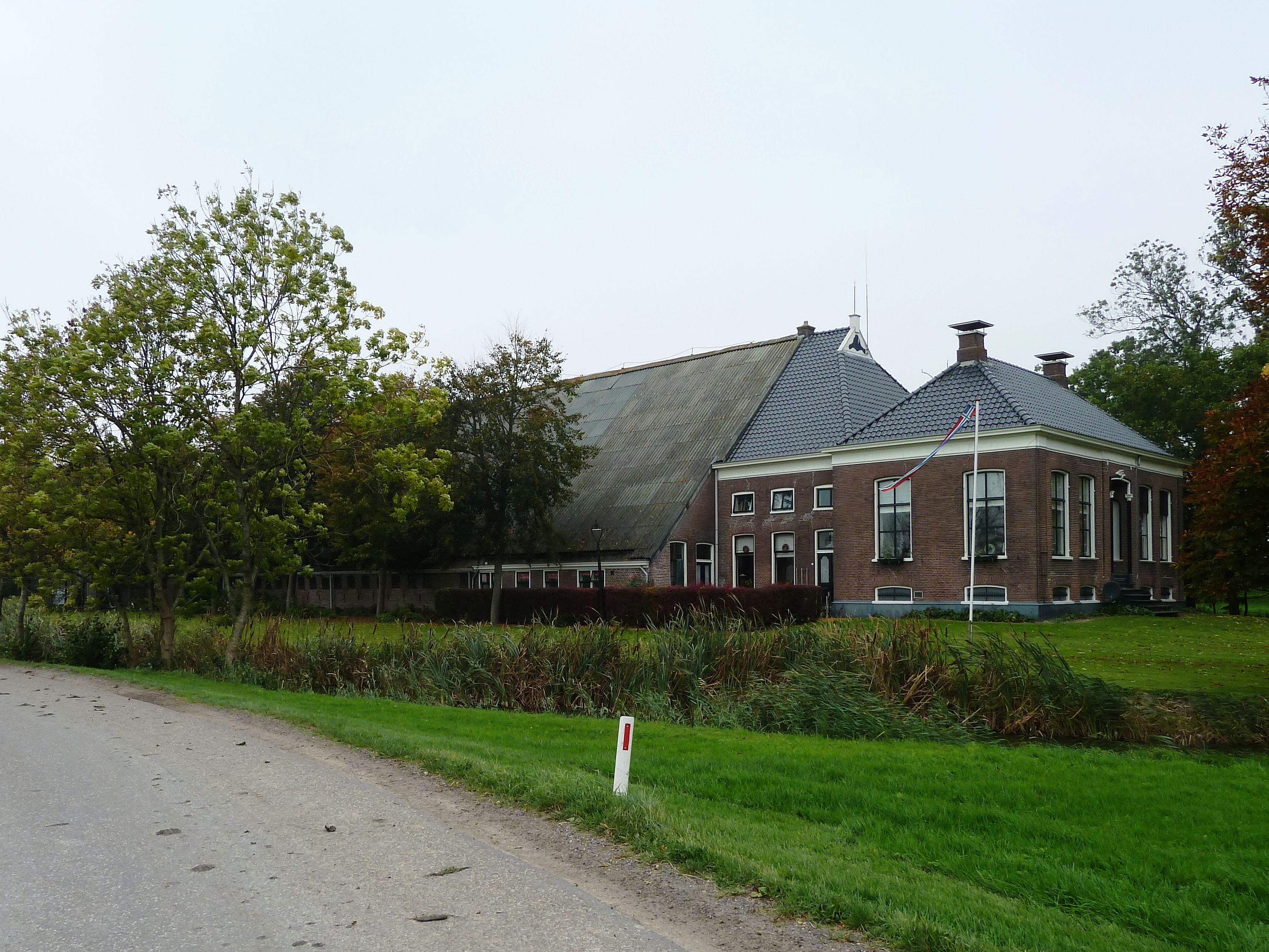
Oostelijke binnendijkse boerderij
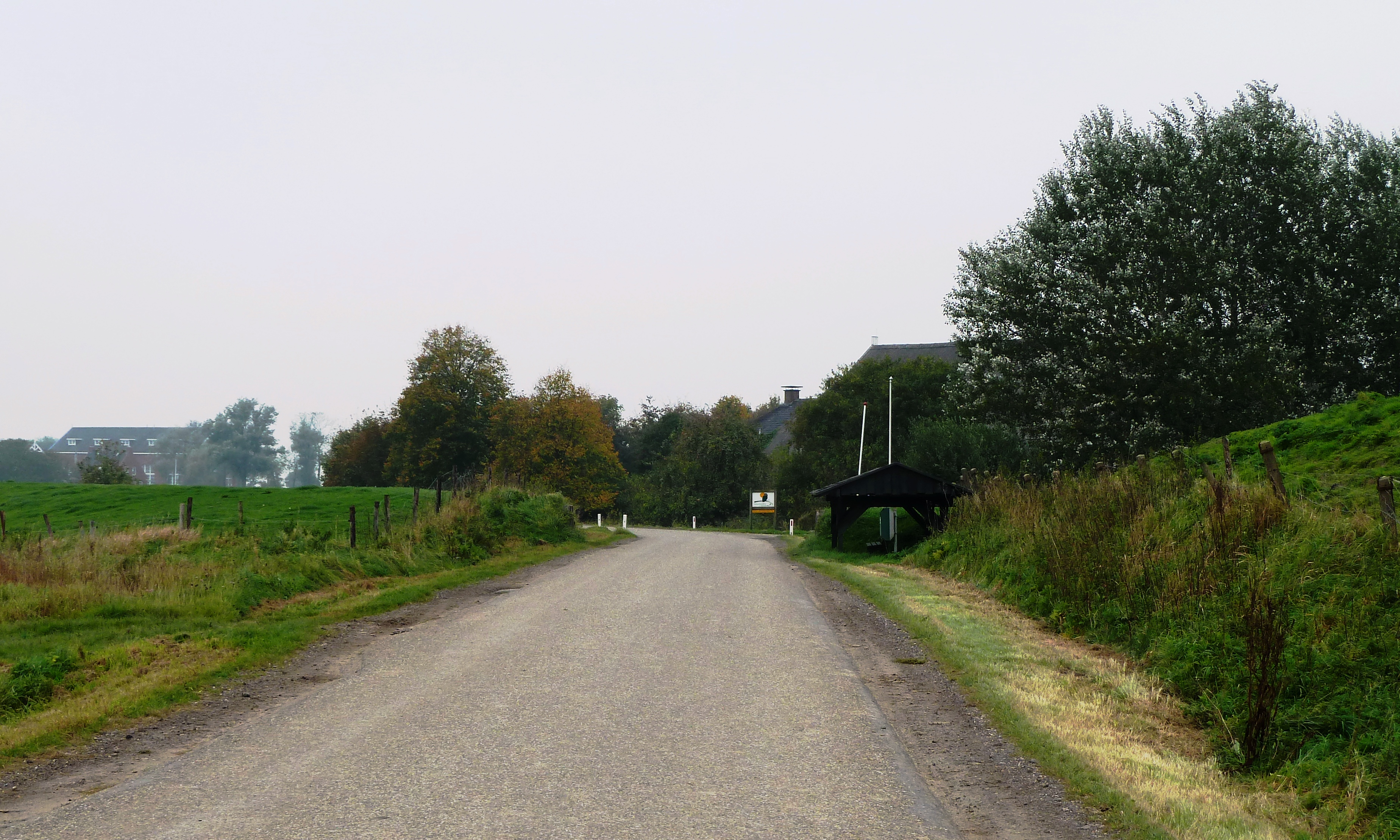
Dijkcoupure met schotbalkhuisje (nu bankje) en links op de achtergrond gemaal De Waterwolf
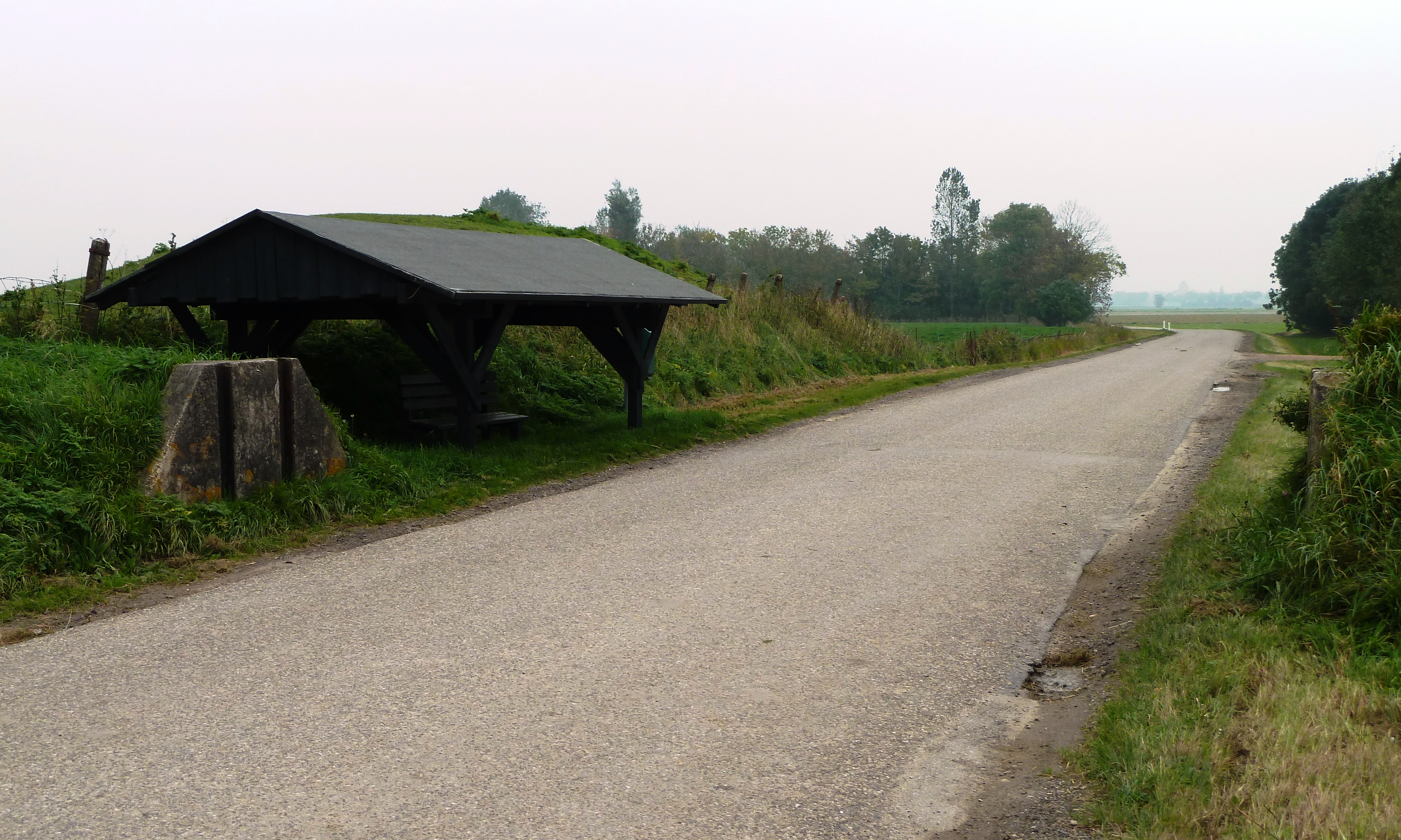
Dijkcoupure gezien naar het binnenland